# اهورو
اهورو (به انگلیسی: Uhuru) اولین ماهواره‌ای بود که به‌صورت تخصصی به‌منظور اخترشناسی پرتو ایکس به فضا پرتاب شد. این ماهواره قبلاً با نام‌هایی مانند کاوشگر ماهواره‌ای اشعه ایکس، ساس-آ (SAS-A)، ساس ۱ (SAS 1) یا کاوشگر ۴۲ (Explorer 42) شناخته می‌شد. اهورو در ۱۲ دسامبر سال ۱۹۷۰ به مدار زمین در ارتفاع ۵۶۰ کیلومتری ارسال شد. مأموریت این ماهواره، در مارس ۱۹۷۳ به پایان رسید.